# Nhà thờ Đào Hữu Ích
Nhà thờ và phần mộ Danh nhân Đào Hữu Ích tọa lạc tại thôn Trung Bằng, xã Sơn Bằng, huyện Hương Sơn, tỉnh Hà Tĩnh, được xếp hạng Di tích Lịch sử - Văn hóa cấp Quốc gia. Tên thường gọi là: Nhà thờ và mộ Cụ Thượng Đào.
Sau khi đỗ Cử nhân, kinh qua nhiều chức vụ cho đến lúc cáo quan về quê ẩn cư, với uy tín và công lao của Đào Hữu Ích, Triều đình Nhà Nguyễn đã phong tặng Ông Hàm Thượng thư; vì vậy Nhân dân thường gọi là "Cụ Thượng Đào".

## Danh nhân Đào Hữu Ích
Danh nhân Đào Hữu Ích  sinh năm Kỷ Hợi (1839), đời vua Minh Mạng thứ 20 tại làng Hữu Bằng, tổng Hữu Bằng, huyện Hương Sơn; mất ngày 22 tháng 6 cũng năm Kỷ Hợi (1899), đời vua Thành Thái thứ 11; thuộc dòng tộc họ Đào dòng dõi khoa bảng.
Tương truyền, phía trước nhà Ông là điếm Mãn Tâm, hàng đêm có tiếng trẻ em học bài vọng xuống từ 4 cây bàng cổ thụ.  Khi sinh ra Đào Hữu Ích, hàng đêm, không còn có tiếng học bài nữa. Các bô lão trong làng dự báo, đứa trẻ này sẽ là một thần đồng xuất chúng. Quả nhiên, thuở nhỏ, Ông đã nổi tiếng thông minh, ham học. Sinh ra trong gia đình nhà Nho nghèo, năm 15 tuổi Ông phải đi làm thuê cho Can Cựu (Nguyễn Văn Tiến) ở làng Phan để giúp mẹ nuôi sống gia đình. Do tư chất thông minh, ham học nên chỉ học lỏm theo con chủ nhà mà Ông đã thuộc lòng chữ Thánh hiền và giảng lại cho con của chủ nhà. Thậm chí, thầy đồ còn giao trông coi lớp, Ông đã giảng lại cho môn sinh rất hay và được thầy đồ tấm tắc khen. Cảm phục trước trí thông minh, Can Cựu đã gả con gái cho Ông. Được gia đình vợ cho ruộng đất và nuôi ăn học, không phụ lòng, khoa thi Hương năm Đinh Mão (1867), đời vua Tự Đức 20, Đào Hữu Ích đỗ đầu Cử nhân.
Nhanh chóng qua một số chức vụ, năm 1883 đến 1887 Ông được Triều đình Huế tín nhiệm phong làm Chưởng Ẩn Viện Đô Sát (giám sát việc làm quan trong triều kể cả hoàng thân quốc thích, nếu phát hiện sai phạm thì được tấu trình và luận tội. Vì thế, chỉ những người vừa có tài vừa có đức, trung thực, liêm chính và uy tín mới được bổ nhiệm chức vụ này).
Năm 1887, Ông được bổ dụng làm Bố chánh Nghệ An. Đó cũng là thời điểm cuộc kháng chiến chống Pháp dưới ngọn cờ Cần vương do lãnh tụ Phan Đình Phùng và Cao Thắng lãnh đạo đã nổ ra, lan rộng khắp trên phạm vi cả nước, đặc biệt là miền Trung. Trên cương vị là một trong những viên quan đứng đầu tỉnh thời bấy giờ, Ông bí mật đứng ra nuôi dưỡng, tiếp sức cho nghĩa quân Phan Đình Phùng. Ông cử người con trai trưởng Đào Mạnh Tài bí mật từ quê ra thành Vinh để mua ô lấy gọng làm lò xo cho súng trường, mua diêm tiêu, lưu huỳnh làm thuốc nổ, đồng thời tổ chức quyên góp tiền bạc để mua mâm thau nồi đồng làm vỏ đạn, cung cấp cho xưởng quân giới của Cao Thắng ở Khe Rèn, Tràng Sim (nay là xã Sơn Hàm, huyện Hương Sơn). Thông tin bị lộ, triều đình đã điều chuyển Ông làm Bố chánh Bình Đình (1890) nhằm cách ly Ông khỏi phong trào Cần vương.
Năm 1893, triều đình bổ dụng Ông làm tuần phủ Trị-Bình. Giai đoạn ấy, thực dân Pháp bắt nhân dân hai tỉnh này phải đóng góp cau, tre, gỗ để xây dựng bến cảng Gio Hải - tỉnh Quảng Trị. Ông đã vận động nhân dân không đóng góp hoặc đóng góp không đầy đủ với lý do cau, tre còn non. Bọn chúng không thực hiện được kế hoạch xây dựng cảng, từ đó đã tránh cho xóm làng cảnh tàn phá tiêu điều dưới chính sách bóc lột của thực dân Pháp.
Năm 1894, Ông được cử làm chủ khảo trường thi Hương tại Thừa Thiên (Huế) mà theo nguyên tắc phải là người có học vị Tiến sĩ mới ngồi ở vị trí danh dự này. Trong lịch sử trước đó ở tỉnh Hà Tĩnh chỉ có Nguyễn Công Trứ - người làng Uy Viễn, huyện Nghi Xuân mới được làm như vậy.
Ghi nhận những cống hiến của Đào Hữu Ích đối với đất nước, vua Thành Thái, một vị vua yêu nước thương dân đã phong tặng Ông: Đại Nam Long Bội tinh (đúc bằng vàng, đường kính 4 phân) vào ngày 25 tháng 11 năm 1893.
Năm 1896, khi phong trào Cần vương ở vào giai đoạn thoái trào, thực dân Pháp và tay sai đã nắm được danh sách toàn bộ những người ủng hộ và tham gia nghĩa quân Phan Đình Phùng quê quán tại Hương sơn nói riêng và Hà Tĩnh nói chung. Bọn chúng đưa bản danh sách này sang tuần phủ đòi truy tố. Đào Hữu Ích với cương vị của mình tìm mọi cách biện giả, thuyết phục thực dân Pháp đốt đi và đề nghị miễn truy tố cho họ, với lý lẽ đầy thông minh, mưu trí “Những người cầm đầu đã chết hết cả. Phong trào đã tan rã, không cần và không nên bắt bớ thêm du đảng, làm cho nhân dân thêm oán giận”. Hành động của Ông đã giúp cho những người tham gia, ủng hộ phong trào Cần vương tại Hương Sơn nói riêng và Hà Tĩnh nói chung khỏi khỏi cảnh trả thù đẫm máu, tương tàn, “nồi da nấu thịt” thời hậu chiến.
Năm 1896, triều đình tiếp tục bổ dụng Ông làm Tổng đốc tỉnh Thanh Hóa nhưng Ông đã từ chối, viện lý do tuổi già cáo bệnh. Thực ra trong hoàn cảnh lịch sử lúc bấy giờ, Ông đã xác định cho mình con đường của một nhà Nho chân chính, một sự phản kháng từ chối hợp tác với kẻ thù, khi quân xâm lược đã đặt ách thống trị đô hộ lên toàn cõi Việt Nam. Có người hỏi Ông vì sao từ chối, trong lúc biết bao kẻ đang mong chen chân vào chốn quan trường để được lên mặt hãnh tiến hay mưu cầu lợi ích. Ông đáp “Triều đình lúc này chẳng có quyền hành gì nữa, làm quan chỉ là hư ứng, làm quan chỉ là tay sai cho Tây mà thôi”.
Khi đã về quê trí sĩ với hàm Thượng thư, ông sống một cuộc đời dân dã, thanh bạch làm nhiều việc nghĩa, công ích giúp nhân dân (đứng ra cùng bà con xây dựng nhà thánh Phoóc Lùng, cầu Mụ Bóng ….). Nhân dân yêu quý, thường gọi cụ với tên dân dã là cụ Thượng Đào. Một số câu chuyện còn lưu truyền trong nhân gian:
- Dân làng Kẻ De (nay là xã Sơn Hàm, huyện Hương Sơn) vẫn còn nhớ mãi câu chuyện thời bấy giờ, họ bị Chánh tổng và bọn cường hào ác bá trong làng ức hiếp phải nộp sưu cao thuế nặng. Khi họ không nộp đã bị thực dân Pháp và phong kiến tay sai cho lính về đàn áp, khủng bố. Trước tình thế đó, Thượng thư trí sĩ Đào Hữu Ích với uy tín của mình đã trực tiếp đến huyện đường Hương Sơn gặp Tri huyện yêu cầu điều tra về sự lộng hành của bọn cường hào và thống kê lại số ruộng đất và dân đinh cho chính xác. Kết quả là Chánh tổng và bọn cường hào bị vạch mặt, nhân dân Kẻ De tránh được sự đàn áp vô cớ.
- Dân làng Phúc Dương (nay là xã Sơn Trung, huyện Hương Sơn) vốn đất pha cát rộng lớn, trồng cây hoa màu như ngô, đậu, lạc. Thực dân Pháp đã quyết định trồng đay vì vùng đất rộng lớn, cây đay phù hợp với đất pha cát. Đứng trước nguy cơ người dân bị mất trắng ruộng đất, lâm vào cảnh đói nghèo. Dù đã về hưu, nhưng Ông trực tiếp dùng mưu trí, để thuyết phục thực dân Pháp từ bỏ ý định, khiến giúp người dân thoát khỏi cảnh nghèo đói nghèo hiện hữu.
- Vốn thú chơi chim cu gáy, một lần Cụ đưa chim chọi đi làm chim mồi tại Phúc Đậu (nay là xã Sơn Hàm, huyện Hương Sơn). Chánh tổng khu vực đó đã thu chim của cụ khi cụ vắng mặt. Biết Chánh tổng lấy mất chim, Cụ đã qua nhà chánh tổng để xin lại chim quý. Chánh tổng nằm trên võng không thèm trả lời vì không biết mặt Cụ. Đúng lúc đi chợ về, vợ chánh tổng vội vàng hạ thúng đội trên đầu xuống và quỳ lạy. Thấy vậy, chánh tổng hoảng hốt quỳ lạy và xin Cụ tha tội. Cụ không hề quát mắng hay hạch sách mà lấy chim rồi quay về.
Có thể nói qua cuộc đời và sự nghiệp của Danh nhân Đào Hữu Ích cho thấy, Ông là người biết vượt qua gian khổ để vươn lên, sống cuộc đời thanh bạch thương dân hết mực, làm quan trong một giai đoạn lịch sử đầy biến động, phức tạp, nhưng đầy bản lĩnh cốt cách của kẻ sĩ thức thời mẫn thế, có nhiều đóng góp về các mặt chính trị, văn hóa giáo dục cho đất nước vào những năm cuối thế kỷ XIX, là giai đoạn lịch sử hết sức phức tạp của đất nước ta (giai đoạn thực dân Pháp đang thực hiện dã tâm xâm lược nước ta, đẩy nhân ta vào thế “một cổ hai tròng”).
Cho dù ở cương vị nào, khi còn đương chức hay đã về trí sĩ ở quê nhà, Ông đều thể hiện một tấm lòng thương dân hết mực, một nhân cách cao thượng của kẻ sĩ sống trong thời loạn lạc.
Chính vì vậy, sau khi mất, Ông được lịch sử đất nước ghi nhận và dân làng thờ phụng chu đáo. Hàng năm cứ đến ngày mất của Ông, dòng họ đã tổ chức tế lễ với nghi thức truyền thống tôn nghiêm trọng thể, thể hiện đạo lý “Uống nước nhớ nguồn”.
Nói về nhân cách, tài năng và đóng góp của Ông, Viện Sử học - Viện Hàn lâm Khoa học xã hội Việt Nam đã khẳng định:
“Hơn 30 năm trên con đường công danh, Đào Hữu Ích đã thể hiện là một tài năng về chính trị, một người đạo cao, đức trọng, hết lòng phụng sự vương triều và chăm lo đến đời sống của nhân dân ở những địa phương Ông trị nhậm. Với quê nhà, Ông cũng là người có nhiều đóng góp trong việc xây dựng thuần phong mỹ tục.
Qua nghiên cứu, tìm hiểu thân thế và sự nghiệp của Đào Hữu Ích trong bối cảnh lịch sử đất nước cuối thế kỷ XIX, có thể nhận thấy Ông là một vị quan thanh liêm, mẫn cán, một nhà chính trị, giáo dục tài năng, có những cống hiến to lớn đối với dân tộc trên nhiều lĩnh vực. Ở Ông luôn thể hiện một tấm lòng trung hậu, khiêm nhường và giàu tình nhân ái. Nhân cách và phẩm hạnh cũng như những cống hiến của Ông với dân, với nước xứng đáng được hậu thế tôn vinh.”. Trích dẫn tại văn bản số 75/VSH ngày 20/6/2015 của Viện Sử học.
Một số mốc lịch sử khác:
- Sau khi đỗ đạt, triều đình nhà Nguyễn đã bổ dụng Ông làm Giáo thụ, chuyên lo việc giáo dục ở một phủ, rồi Tri huyện Yên Dương, tỉnh Hải Dương (nay thuộc Thủy Nguyên, thành phố Hải Phòng). Năm 1878, Ông được bổ dụng làm Án sát tỉnh Thanh Hóa.
- Năm 1897, Ông đứng ra kêu gọi xây dựng bái đường đền Nhà Ông quê nhà để thờ Thành hoàng làng.
- Kháng chiến chống thực dân Pháp, năm 1953 - 1954, lúc bấy giờ khuôn viên nhà rất rộng, được bộ đội ta sử dụng để hội họp, đóng quân (trung đoàn 280, hành quân đi về sang vùng thượng Lào và hạ Lào). Kháng chiến chống Mỹ,  đế quốc Mỹ đánh phá, Hương Sơn là điểm mà đế quốc Mỹ dội bom B52, F105 vô cùng ác liệt từ năm 1972  đến 1975. Huyện đội đã di chuyển về nhà thờ của Cụ để hoạt động và đánh trả, vì cho rằng sự linh thiêng của Cụ sẽ chở che khỏi bom đạn. Tám gian thờ đã dùng để chứa vũ khí, đạn dược, quân trang, lương thực. Toàn bộ vườn dựng cứ điểm, để làm nhà trực chiến, đào hầm giao thông...  Có thể sự trùng hợp, nhưng tuyệt nhiên nhờ thờ và vườn Cụ không hề bị bom đạn ảnh hưởng. Là một trong số ít di tích lịch sử cấp Quốc gia của huyện Hương Sơn, nhưng sau quá trình di dân, hiện nay, khuôn viên còn lại khá chật hẹp.

## Địa điểm phân bố di tích, đường đi đến

### Địa điểm phân bố
Nhà thờ Đào Hữu Ích phân bố trên địa bàn xóm Đông Thượng, thôn Yên Nghĩa, làng Hữu Bằng, huyện Hương Sơn - nay là thôn Trung Bằng, xã Sơn Bằng, huyện Hương Sơn, tỉnh Hà Tĩnh.

### Đường đi đến
Nhà thờ Đào Hữu Ích cách Thị xã Hồng Lĩnh 31 km, về phía tây.

## Sự kiện, Nhân vật Lịch sử

### Dòng họ Đào ở Hữu Bằng
Năm Canh Thìn đời vua Lê Thần tông (1640), họ Đào từ làng Thịnh Quả (nay thuộc hai xã Đức Châu, Đức Tùng, huyện Đức Thọ) di cư đến làng Hữu Bằng lập nghiệp. Thủy tổ là Đào Đăng Đệ, đậu trường Phủ thời Lê, một người sùng đạo Phật đến khai phá và sinh sống ở giáp Đông Thượng, thuộc thôn Yên Nghĩa. Trải qua thời gian, con cháu dòng họ phát triển đông đúc, đóng góp cùng nhân dân làng xã khai khẩn đất đai, góp phần tạo dựng làng Hữu Bằng trở thành vùng quê có kinh tế và văn hóa phát triển. Đến nay đã trải qua hơn 10 thế hệ, dòng họ Đào càng khẳng định được vị thế của một dòng họ lớn của làng Hữu Bằng. Dòng họ tiếp tục phát huy truyền thống học hành giỏi giang, đóng góp nhiều công sức cho quê hương xứ sở như Đào Đăng Cử, Hiệu sinh, giữ chức Đại phu Thiêm sự Viên hiệu, tước Hầu, Đào Văn Thạc đậu Giải nguyên trường Nghệ An thời Nguyễn lúc 18 tuổi…Đặc biệt có Đào Hữu Ích, Cử nhân- Thượng thư trí sĩ ở cuối thế kỷ XIX.

## Loại hình Di tích
Nhà thờ và mộ Đào Hữu Ích thuộc loại hình Di tích Lịch sử Văn hóa Lưu niệm Danh nhân.

## Khảo tả Di tích
Nhà thờ Đào Hữu Ích được xây dựng vào năm Canh Dần (1890) dười thời Vua Thành Thái, kiến trúc chữ Nhị (=) gồm Bái đường và Hậu cung, có tổng diện tích 467 mét vuông, thuộc ô thửa 189/1508, tờ số ba bản đồ giải thửa số 299 của Ủy ban Nhân dân xã Sơn Bằng, huyện Hương Sơn, tỉnh Hà Tĩnh. Nhà thờ xây dựng trên khu đất cao, hướng chính Tây bắc, xung quanh có nhiều cây xanh bao bọc. Phía trước là Quốc lộ 8A và dòng sông Ngân Thủy, bên tả là núi Nầm, một địa danh nổi tiếng gắn với cuộc khởi nghĩa Lam Sơn do Lê Lợi chỉ huy vào thời kỳ chống giặc Minh xâm lược, bên hữu tựa vào dãy núi Hoa Bảy, nơi có Động Tiên Hoa. Thế và địa của nhà thờ theo thuật phong thủy được xem là “Minh đường thủy tụ ”, nơi hội tụ khí thiêng, nuôi dưỡng khí mạch đất trời, muôn đời hưng thịnh. Nhà phong thủy Tả Ao xây dựng thế nhà thờ "Tam sơn - Ngũ hổ - Nhất kịnh thiên".
Nhà thờ Đào Hữu Ích là một công trình kiến trúc đẹp, còn khá nguyên vẹn trên 125 năm, mang đậm phong cách kiến trúc nghệ thuật thời Nguyễn.

### Bái đường
Bái đường là ngôi nhà bằng gỗ mít 5 gian, mái lợp ngói mũi, các bờ nóc, bờ chảy được đắp bằng vôi vữa vuông thành sắc cạnh. Kết cấu vì kèo theo kiểu giá chiêng, thượng giao nguyên hạ kẻ. Hai vì gian giữa được trốn 2 cột cái, nhằm tạo không gian rộng khi sử dụng. Hai gian hồi được thưng ván bốn phía ngăn cách với 3 gian còn lại, được gọi là Đông phòng và Tây phòng, dùng để cất giữ đồ lễ. Nghệ thuật trang trí trên mỗi đuôi kẻ trước và kẻ sau đều chạm khắc những đường nét hoa văn mây, lửa và các chi tiết tùng, cúc, trúc, mai quen thuộc.

### Hậu cung
Qua khoảng sân rộng phía sau Bái đường là Hậu cung của Nhà thờ. Trên sân trước, chính giữa đặt bể cạn bằng đá, bên phải có khánh đá hình elip. Hậu cung là ngôi nhà bằng gỗ mít 3 gian, mái lợp ngói âm dương. Kết cấu Hậu cung theo kiểu chồng rường lắp ráp bằng mộng. Trên các kẻ mái chạm khắc các họa tiết hoa văn dân gian truyền thống như: hoa văn mây, lửa, tùng cúc trúc mai. Nội thất Hậu cung: Mỗi gian đặt một bàn thờ bằng gỗ, bài trí đồ tế khí theo truyền thống…Trên cùng gian giữa, nơi cao nhất đặt bài vị thờ Đào Hữu Ích. Chính giữa treo bức đại tự chữ Hán “Tích thiện duyên thành”. Hai gian hai bên bài trí hương án, lư hương, đồ tế khí. Gian tả thờ 4 người con của cụ Thượng Đào và các bà cô, ông mạnh. Gian hữu thờ nhánh tộc trưởng theo luật “Ngũ đại mai thần chủ”. Trên 2 cột treo đôi câu đối bằng chữ Hán, do Án sát tỉnh Quảng Trị bái tặng, tạm dịch:
“Uống nước bốn phương con cháu đời sau không quên nước Yên Nghĩa
Sửa sang miếu trăm năm người xưa vui mừng dài lâu nguồn Tú Đào”.
Phần mộ
Sau khi mất năm 1899, ông được gia đình và nhân dân an táng trong khuôn viên Nhà Thánh của địa phương cũng tại xóm Mãn Tâm, cách nhà thờ khoảng 200m. Từ Quốc lộ 8A, có con đường đi thẳng vào mộ, khuôn viên mộ rộng hơn 100m2.